# 66-й истребительный авиационный полк
66-й истребительный авиационный Алленштайнский ордена Суворова полк (66-й иап) — воинская часть Военно-воздушных сил (ВВС) Вооружённых Сил РККА, принимавшая участие в боевых действиях Великой Отечественной войны.

## Наименования полка
За весь период своего существования полк несколько раз менял своё наименование:
- 66-й истребительный авиационный полк;
- 66-й истребительный авиационный Алленштайнский полк;
- 66-й истребительный авиационный Алленштайнский ордена Суворова полк;
- 66-й истребительный авиационный Алленштайнский ордена Суворова полк ПВО (1950 г.);
- Полевая почта 40467.

## Создание полка
66-й истребительный авиационный полк сформирован 16 октября 1941 года переформированием 66-го штурмового авиационного полка 15-й смешанной авиационной дивизии в Приволжском военном округе на аэродроме г. Балашов Саратовской области по штату 015/174

## Переименование полка
66-й истребительный авиационный Алленштайнский ордена Суворова III степени полк в 1950 году после передачи в войска ПВО был переименован и получил наименование 66-й истребительный авиационный Алленштайнский ордена Суворова III степени полк ПВО

## Расформирование
66-й истребительный авиационный Алленштайнский ордена Суворова III степени полк ПВО 06 апреля 1965 года был расформирован в составе 238-й иад ПВО 72-го гвардейского авиационного корпуса ПВО.

## В действующей армии
В составе действующей армии:
- с 24 ноября 1941 года по 13 октября 1942 года,
- с 1 декабря 1942 года по 25 марта 1943 года,
- с 18 октября 1943 года по 11 мая 1944 года,
- с 3 декабря 1944 года по 9 мая 1945 года.

## Командиры полка
- полковник Сидоренко Антон Иванович (погиб)[3], 20.10.1941 — 05.02.1942
- подполковник Смирнов Василий Алексеевич[3], 03.03.1942 — 31.12.1945
- полковник Субботин, Серафим Павлович, 1956 — ?

## В составе соединений и объединений
| Период        | Фронт (округ)               | армия                                   | корпус                                                 | дивизия                                       | примечание |
| ------------- | --------------------------- | --------------------------------------- | ------------------------------------------------------ | --------------------------------------------- | --- |
| 16.10.1941 г. | Приволжский военный округ   | ВВС округа                              |                                                        |                                               | г. Балашов Саратовской области, Як-1 |
| 21.10.1941 г. | Приволжский военный округ   | ВВС округа                              |                                                        | 8-й запасной истребительный авиационный полк  | Багай-Барановка Саратовской области, Як-1 |
| 19.11.1941 г. | Западный фронт              | ВВС фронта                              |                                                        |                                               | Як-1 |
| 24.11.1941 г. | Западный фронт              | ВВС фронта                              |                                                        | 28-я смешанная авиационная дивизия            | Як-1 |
| 25.01.1942 г. | Западный фронт              | 10-я армия                              | ВВС 10-й армии                                         |                                               | Як-1 |
| 30.03.1942 г. | Западный фронт              | ВВС фронта                              |                                                        |                                               | выведен с фронта в Московский ВО на аэр. Кубинка), где на базе полка сформирован учебный центр истребительной авиации Западного фронта, функционировавший в течение двух месяцев |
| 31.07.1942 г. | Западный фронт              | 1-я воздушная армия                     |                                                        | 202-я истребительная авиационная дивизия      | Як-7б |
| 13.10.1942 г. | Западный фронт              | 1-я воздушная армия                     |                                                        | 202-я истребительная авиационная дивизия      | выведен в тыл на доукомплектование, Як-7б |
| 05.11.1942 г. | Приволжский военный округ   | ВВС округа                              |                                                        | 8-й запасной истребительный авиационный полк  | Багай-Барановка Саратовской области, перевооружён на Як-1 |
| 16.11.1942 г. | Закавказский фронт          | ВВС фронта                              |                                                        |                                               | Як-1 |
| 01.12.1942 г. | Закавказский фронт          | 4-я воздушная армия                     |                                                        | 216-я истребительная авиационная дивизия      | Як-1 |
| 13.12.1942 г. | Закавказский фронт          | 4-я воздушная армия                     |                                                        | 216-я смешанная авиационная дивизия           | переформирован по штату 015/284, Як-1 |
| 24.01.1943 г. | Северо-Кавказский фронт     | 4-я воздушная армия                     |                                                        | 216-я смешанная авиационная дивизия           | Як-1 |
| 25.03.1943 г. | Северо-Кавказский фронт     | 4-я воздушная армия                     |                                                        | 216-я смешанная авиационная дивизия           | выведен в тыл на доукомплектование и переучивание |
| 28.03.1943 г. | Закавказский фронт          | ВВС фронта                              |                                                        | 25-й запасной истребительный авиационный полк | Аджикабул АзССР |
| 16.10.1943 г. | Северо-Кавказский фронт     | ВВС фронта                              |                                                        |                                               | Аэрокобра |
| 16.10.1943 г. | Северо-Кавказский фронт     | 4-я воздушная армия                     |                                                        | 329-я истребительная авиационная дивизия      | Аэрокобра |
| 20.11.1943 г. | Отдельная Приморская армия  | 4-я воздушная армия                     |                                                        | 329-я истребительная авиационная дивизия      | Аэрокобра |
| 18.04.1944 г. | 4-й Украинский фронт        | 4-я воздушная армия                     |                                                        | 329-я истребительная авиационная дивизия      | Аэрокобра |
| 25.04.1944 г. | 2-й Белорусский фронт       | 4-я воздушная армия                     |                                                        | 329-я истребительная авиационная дивизия      | Аэрокобра |
| 12.05.1944 г. | Резерв Ставки ВГК           | 8-я воздушная армия                     |                                                        | 329-я истребительная авиационная дивизия      | Аэрокобра |
| 20.05.1944 г. | Резерв Ставки ВГК           | ВВС Харьковского военного округа        |                                                        | 329-я истребительная авиационная дивизия      | Аэрокобра |
| 03.12.1944 г. | 2-й Белорусский фронт       | 4-я воздушная армия                     |                                                        | 329-я истребительная авиационная дивизия      | Аэрокобра |
| 09.05.1945 г. | 2-й Белорусский фронт       | 4-я воздушная армия                     |                                                        | 329-я истребительная авиационная дивизия      | Аэрокобра |
| 10.06.1945 г. | Северная группа войск       | 4-я воздушная армия                     |                                                        | 329-я истребительная авиационная дивизия      | Аэрокобра |
| 15.01.1946 г. | Северная группа войск       | 4-я воздушная армия                     |                                                        | 329-я истребительная авиационная дивизия      | Передал самолёты Аэрокобра в 3-ю ВА и убыл в Туркестанский военный округ (аэр. Фергана)                                                                                          |
| 01.02.1946 г. | Туркестанский военный округ | 6-я воздушная армия                     |                                                        |                                               | Р-63 Кингкобра |
| 01.09.1946 г. | Туркестанский военный округ | 6-я воздушная армия                     |                                                        | 238-я истребительная авиационная дивизия      | Р-63 Кингкобра |
| 20.02.1949 г. | Туркестанский военный округ | 73-я воздушная армия                    |                                                        | 238-я истребительная авиационная дивизия      | Р-63 Кингкобра |
| 01.12.1953 г. | Бакинский округ ПВО         | 42-я воздушная истребительная армия ПВО | 72-й гвардейский истребительный авиационный корпус ПВО | 238-я истребительная авиационная дивизия ПВО  | Р-63 Кингкобра |
| 01.12.1953 г. | Бакинский округ ПВО         | 42-я воздушная истребительная армия ПВО | 72-й гвардейский истребительный авиационный корпус ПВО | 238-я истребительная авиационная дивизия ПВО  | МиГ-15 |
| 01.04.1960 г. | Бакинский округ ПВО         |                                         | 16-я гвардейская дивизия ПВО                           |                                               | МиГ-17 |
| 06.04.1965 г. | Бакинский округ ПВО         |                                         | 16-я гвардейская дивизия ПВО                           |                                               | расформирован |

## Участие в операциях и битвах
- Смоленское сражение — с 16 июля 1941 года по 10 сентября 1941 года
- Московская битва — с 22 ноября 1941 года по 20 апреля 1942 года
- Ржевско-Сычёвская операция — с 30 июля 1942 года по 23 августа 1942 года.
- Погорело-Городищенская операция — с 30 июля 1942 года по 23 августа 1942 года.
- Северо-Кавказская наступательная операция — с 13 декабря 1942 года по 4 февраля 1943 года.
- Ростовская операция — с 1 января 1943 года по 18 февраля 1943 года.
- Краснодарская наступательная операция — с 9 февраля 1943 года по 16 марта 1943 года.
- Керченско-Эльтигенская десантная операция — с 31 октября 1943 года по 11 декабря 1943 года
- Крымская наступательная операция — с 8 апреля 1944 года по 12 мая 1944 года
- ПВО Полтавского аэроузла (Миргород, Пирятин), используемого авиацией союзников для «челночных» налётов на Германию с 20 мая 1944 года по 23 ноября 1944 года.
- Восточно-Прусская операция — с 13 января 1945 года по 25 апреля 1945 года
- Млавско-Эльбингская операция — с 14 января 1945 года по 26 января 1945 года
- Восточно-Померанская операция — с 10 февраля 1945 года по 4 апреля 1945 года
- Берлинская операция — с 16 апреля 1945 года по 8 мая 1945 года

| Р-39 Аэрокобра | Р-39 Аэрокобра | Р-39 Аэрокобра |

## Первая победа полка в воздушном бою
Первая известная воздушная победа полка в Отечественной войне одержана 11 декабря 1941 года: парой Як-1 (ведущий младший лейтенант Дунаев Николай Пантелеевич) в воздушном бою в районе с. Огибалово сбит немецкий бомбардировщик Ju-88.

## Почётные наименования
66-му истребительному авиационному полку 5 апреля 1945 года за отличие в боях за овладение городом Алленштайн присвоено почётное наименование «Алленштайнский»

## Награды

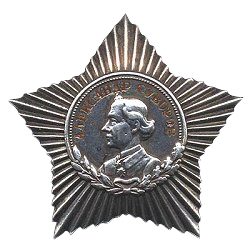

66-й истребительный авиационный полк за образцовое выполнение боевых заданий командования в боях с немецкими захватчиками при овладении городами Росток, Варнемюнде, Рибнитц, Марлов, Лааге, Тетерев, Миров и проявленные при этом доблесть и мужество Указом Президиума Верховного Совета СССР от 4 июня 1945 года награждён орденом «Суворова III степени».

## Благодарности Верховного Главнокомандующего
Верховным Главнокомандующим лётчикам полка в составе 329-я иад объявлены благодарности:
- за овладение городом Алленштайн[5]
- за овладение городами Тчев, Вейхерово и Пуцк[6]
- за овладение городом и крепостью Гданьск[7]
- за овладение городами Анклам, Фридланд, Нойбранденбург, Лихен[8]
- за овладение портом и военно-морской базой Свинемюнде[9]
- за овладение островом Рюген[10]

## Отличившиеся воины
- Камозин, Павел Михайлович, гвардии капитан, командир эскадрильи 66-го истребительного авиационного полка 329-й истребительной авиационной дивизии 4-й воздушной армии удостоен звания дважды Герой Советского Союза. Золотая Звезда № 2/23.
- Панкратов Сергей Степанович, майор, штурман 66-го истребительного авиационного полка 329-й истребительной авиационной дивизии 4-й воздушной армии 2 августа 1944 года удостоен звания Герой Советского Союза. Золотая Звезда № 3991.
- Дунаев Николай Пантелеевич, лётчик полка с ноября 1941 года по март 1942 года, удостоен звания Герой Советского Союза будучи командиром эскадрильи 270-го истребительного авиационного полка 203-й истребительной авиационной дивизии 1-го штурмового авиационного корпуса 5-й воздушной армии 2 сентября 1943 года. Золотая Звезда № 1252.

## Лётчики-асы полка
| Фамилия, имя отчество         | Награды | Сбито самолётов | Примечание |
| ----------------------------- | ------- | --------------- | --- |
| Андрианов Михаил Николаевич   |         | 10+1            | Боевых вылетов: 168; воздушных боёв: 57                                                                         |
| Афанасьев Николай Тимофеевич  |         | 5 + 1           | Боевых вылетов: 176; воздушных боёв: 44                                                                         |
| Бойченко Виктор Степанович    |         | 8 + 3           | Боевых вылетов: 72; воздушных боёв: 17                                                                          |
| Бутузов Иван Васильевич       |         | 5 + 4           | В составе полка с ноября 1941 года по апрель 1942 года                                                          |
| Владыкин Алексей Васильевич   |         | 5 + 2           | Погиб 12 января 1944 г. Во время воздушного боя столкнулся с «Аэрокоброй» своего полка                          |
| Глоба Алексей Семёнович       |         | 6 + 2           | |
| Глядяев Николай Андреевич     |         | 12 + 1          | Боевых вылетов: 315; воздушных боёв: 87. В составе полка с ноября 1942 г. по март 1943 г.                       |
| Добрынин Александр Максимович |         | 9 + 6           | Боевых вылетов: 472; воздушных боёв: 64                                                                         |
| Дунаев Николай Пантелеевич    |         | 21 + 7          | Боевых вылетов: 592; воздушных боёв: 65. В составе полка с ноября 1941 г. по март 1942 г.                       |
| Засыпкин Иван Ильич           |         | 14 + 2          | Боевых вылетов: 237; воздушных боёв: 57. Погиб 30 ноября 1945 г. Разбился в авиационной катастрофе              |
| Камозин, Павел Михайлович     |         | 34 + 4          | Боевых вылетов: 188; воздушных боёв: 63. В полку с октября 1943 г. по декабрь 1944 г.                           |
| Капустик Фёдор Александрович  |         | 10              | Боевых вылетов: 355; воздушных боёв: 31                                                                         |
| Панкратов Сергей Степанович   |         | 16 + 10         | Боевых вылетов: 290; воздушных боёв: 53                                                                         |
| Петров Фёдор Семёнович        |         | 6               | Боевых вылетов: 157                                                                                             |
| Радченко Николай Васильевич   |         | 7 + 3           | Погиб 14 февраля 1944 г. Сбит в воздушном бою                                                                   |
| Сидоров Николай Григорьевич   |         | 18 + 4          | Боевых вылетов: 350; воздушных боёв: 4. В полку с мая 1942 г. по январь 1945 года. Далее в Управлении 329-й иад |
| Смирнов Василий Алексеевич    |         | 3 + 3           | Боевых вылетов: 67 (на 20.02.1945 г.)                                                                           |
| Тютин Анатолий Дмитриевич     |         | 27 + 2          | Боевых вылетов: 216. Пропал без вести 23 марта 1944 г. Не вернулся с боевого задания.                           |
| Шевелев Сергей Николаевич     |         | 14              | В полку с января по май 1945 г. Боевых вылетов: 186; воздушных боёв: 40.                                        |
| Шугаев Борис Александрович    |         | 6               | Боевых вылетов: 146; воздушных боёв: 54                                                                         |

## Итоги боевой деятельности полка
Всего за годы Великой Отечественной войны полком:
| Выполнено боевых вылетов | Сбито самолётов в воздухе | Уничтожено самолётов всего |
| ------------------------ | ------------------------- | -------------------------- |
| 5828                     | 274                       | 278                        |

Свои потери:
| Потеряно самолётов, всего | Погибло лётчиков всего |
| ------------------------- | ---------------------- |
| 61                        | 33                     |

## Самолёты на вооружении
| Период      | Самолёты         |
| ----------- | ---------------- |
| 1941 — 1943 | Як-1             |
| 1942 — 1944 | Як-7б            |
| 1944 — 1946 | Р-39 «Аэрокобра» |
| 1946 — 1953 | Р-63 Кингкобра   |
| 1953 — 1956 | МиГ-15           |
| 1956 — 1965 | МиГ-17           |

## Базирование
| Период            | Аэродром            |
| ----------------- | ------------------- |
| 05.1945 — 06.1945 | Пенемюнде, Германия |
| 06.1945 — 12.1945 | Быдгощ, Польша      |
| 01.1946 — 1948    | Ашхабад, Туркмения  |
| 1948 — 1965       | Джебел, Туркмения   |